# Arkit
Arkit est un village situé dans la province de Djalal-Abad, au Kirghizistan. Arkit est situé au sud du lac Sary-Chelek et au nord de Kerben. C'est le siège de la réserve naturelle de Sary-Chelek. Sa population était de 1 091 habitants en 2009.